# Тарнаука
Тарнаука — річка  в Україні (Чернівецька область, Глибоцький район) та Румунії. Ліва притока Сучави (басейн Дунаю).

## Опис
Довжина річки приблизно 8 км. Формується з багатьох безіменних струмків та 4 водойм.  

## Розташування
Бере  початок на північному заході від села Біла Криниця. Тече переважно на південний схід через українсько-румунський кордон,  Фретеуцій-Ной та Костіша і впадає у річку Сучаву, праву притоку Серету.